# Skeleton nos Jogos Olímpicos de Inverno de 2018 - Masculino
O evento masculino do skeleton nos Jogos Olímpicos de Inverno de 2018 foi disputado no Centro de Deslizamento Olímpico, em Daegwallyeong-myeon, PyeongChang, nos dias 15 e 16 de fevereiro.

## Medalhistas
| Ouro   | KOR Yun Sung-bin    |
| Prata  | OAR Nikita Tregubov |
| Bronze | GBR Dominic Parsons |

## Resultados
| Pos  | Bib | Atleta                        | 1ª descida | Pos | 2ª descida | Pos | 3ª descida | Pos | 4ª descida  | Pos         | Total   | Diferença |
| ---- | --- | ----------------------------- | ---------- | --- | ---------- | --- | ---------- | --- | ----------- | ----------- | ------- | --------- |
| 01 ! | 6   | KOR Yun Sung-bin              | 50.28      | 1   | 50.07      | 1   | 50.18      | 1   | 50.02       | 1           | 3:20.55 | 0.00      |
| 02 ! | 10  | OAR Nikita Tregubov           | 50.59      | 2   | 50.50      | 4   | 50.53      | 5   | 50.56       | 2           | 3:22.18 | +1.63     |
| 03 ! | 16  | GBR Dominic Parsons           | 50.85      | 5   | 50.41      | 3   | 50.33      | 3   | 50.61       | 3           | 3:22.20 | +1.65     |
| 4    | 9   | LAT Martins Dukurs            | 50.85      | 5   | 50.38      | 2   | 50.32      | 2   | 50.76       | 5           | 3:22.31 | +1.76     |
| 5    | 8   | LAT Tomass Dukurs             | 50.88      | 7   | 50.58      | 5   | 50.65      | 6   | 50.63       | 4           | 3:22.74 | +2.19     |
| 6    | 23  | KOR Kim Ji-soo                | 50.80      | 4   | 50.86      | 6   | 50.51      | 4   | 50.81       | 6           | 3:22.98 | +2.43     |
| 7    | 7   | GER Axel Jungk                | 50.77      | 3   | 51.01      | 9   | 50.83      | 8   | 50.99       | 10          | 3:23.60 | +3.05     |
| 8    | 11  | GER Christopher Grotheer      | 51.05      | 9   | 51.06      | 11  | 51.01      | 10  | 50.93       | 8           | 3:24.05 | +3.50     |
| 9    | 12  | GER Alexander Gassner         | 51.05      | 9   | 51.08      | 12  | 51.04      | 11  | 50.93       | 8           | 3:24.10 | +3.55     |
| 10   | 21  | GBR Jerry Rice                | 51.06      | 11  | 51.15      | 13  | 51.04      | 11  | 50.99       | 10          | 3:24.24 | +3.69     |
| 11   | 13  | USA Matthew Antoine           | 51.16      | 12  | 50.98      | 8   | 50.91      | 9   | 51.34       | 14          | 3:24.39 | +3.84     |
| 12   | 26  | UKR Vladyslav Heraskevych     | 51.26      | 14  | 51.16      | 15  | 51.21      | 17  | 50.85       | 7           | 3:24.47 | +3.92     |
| 13   | 24  | CHN Geng Wenqiang             | 51.51      | 19  | 50.87      | 7   | 51.18      | 15  | 51.09       | 12          | 3:24.65 | +4.10     |
| 14   | 20  | NZL Rhys Thornbury            | 50.90      | 8   | 51.03      | 10  | 50.65      | 6   | 52.14       | 20          | 3:24.72 | +4.17     |
| 15   | 17  | OAR Vladislav Marchenkov      | 51.27      | 15  | 51.49      | 20  | 51.05      | 13  | 51.37       | 15          | 3:25.18 | +4.63     |
| 16   | 18  | USA John Daly                 | 51.23      | 13  | 51.15      | 14  | 51.33      | 18  | 51.65       | 19          | 3:25.35 | +4.80     |
| 17   | 19  | CAN Kevin Boyer               | 51.46      | 18  | 51.24      | 16  | 51.14      | 14  | 51.56       | 17          | 3:25.40 | +4.85     |
| 18   | 14  | AUT Matthias Guggenberger     | 51.38      | 16  | 51.29      | 17  | 51.81      | 25  | 51.25       | 13          | 3:25.73 | +5.18     |
| 19   | 27  | AUS John Farrow               | 51.64      | 21  | 51.31      | 18  | 51.40      | 20  | 51.53       | 16          | 3:25.88 | +5.33     |
| 20   | 3   | NOR Alexander Henning Hanssen | 51.44      | 17  | 51.51      | 22  | 51.37      | 19  | 51.57       | 18          | 3:25.89 | +5.34     |
| 21   | 15  | CAN Dave Greszczyszyn         | 51.73      | 23  | 51.31      | 18  | 51.57      | 21  | Não avançou | Não avançou | 2:34.61 | —         |
| 22   | 25  | JPN Hiroatsu Takahashi        | 52.00      | 27  | 51.50      | 21  | 51.19      | 16  | Não avançou | Não avançou | 2:34.69 | —         |
| 23   | 4   | ESP Ander Mirambell           | 51.64      | 21  | 52.06      | 26  | 51.59      | 22  | Não avançou | Não avançou | 2:35.29 | —         |
| 24   | 2   | ROU Dorin Dumitru Velicu      | 51.91      | 25  | 51.51      | 23  | 52.02      | 27  | Não avançou | Não avançou | 2:35.40 | —         |
| 25   | 22  | CAN Barrett Martineau         | 51.94      | 26  | 51.76      | 24  | 51.70      | 23  | Não avançou | Não avançou | 2:35.44 | —         |
| 26   | 28  | JPN Katsuyuki Miyajima        | 51.63      | 20  | 52.15      | 27  | 51.80      | 24  | Não avançou | Não avançou | 2:35.58 | —         |
| 27   | 29  | ITA Joseph Luke Cecchini      | 51.88      | 24  | 51.80      | 25  | 51.96      | 26  | Não avançou | Não avançou | 2:35.64 | —         |
| 28   | 30  | ISR Adam Edelman              | 52.48      | 28  | 52.43      | 28  | 52.35      | 28  | Não avançou | Não avançou | 2:37.26 | —         |
| 29   | 1   | JAM Anthony Watson            | 53.13      | 29  | 54.04      | 29  | 53.35      | 29  | Não avançou | Não avançou | 2:40.52 | —         |
| 30   | 5   | GHA Akwasi Frimpong           | 53.97      | 30  | 54.46      | 30  | 53.69      | 30  | Não avançou | Não avançou | 2:42.12 | —         |

Legenda
| Recorde mundial      | Recorde mundial (World record)               |                       | Recorde africano                      | Recorde africano (African) |                                           | Q | Classificado por posição (Qualified) |
| Recorde olímpico     | Recorde olímpico (Olympic record)            | Recorde da América    | Recorde da América (Americas)         | q                          | Classificado por melhor tempo (Qualified) |   |                                      |
| Recorde de pista     | Recorde da pista (Track record)              | Recorde asiático      | Recorde asiático (Asian)              | DNS                        | Não largou (Did not start)                |   |                                      |
| Recorde nacional     | Recorde nacional (National record)           | Recorde europeu       | Recorde europeu (European)            | DNF                        | Não terminou (Did not finish)             |   |                                      |
| Recorde pessoal      | Recorde pessoal do atleta (Personal best)    | Recorde da Oceania    | Recorde da Oceania (Oceania)          | DSQ / DQ                   | Desclassificado (Disqualified)            |   |                                      |
| Recorde da temporada | Recorde da temporada do atleta (Season best) | Recorde sul-americano | Recorde sul-americano (South America) | NM                         | Sem marca (No mark)                       |   |                                      |